# Gabriel Sorin Pop
Gabriel Sorin Pop (* 3. Juni 1983) ist ein rumänischer Radrennfahrer.
Gabriel Sorin Pop gewann 2002 bei den Balkan-Meisterschaften im griechischen Karditsa die Bronzemedaille im Straßenrennen der U23-Klasse. 2005 wurde Pop nach Urteil des Internationalen Sportgerichtshofs für zwei Jahre gesperrt, weil er bei der Tour of Hellas nicht zur Doping-Kontrolle erschienen war. Nach Ablauf seiner Dopingsperre wurde er im Jahr 2008 rumänischer Vizemeister im Einzelzeitfahren. Bei den Meisterschaften 2009 in Izvoru Mureșului gewann er die Titel im Straßenrennen und Einzelzeitfahren.

## Erfolge
2009
- Rumänischer Meister – Einzelzeitfahren
- Rumänischer Meister – Straßenrennen